# Parafia św. Jana Apostoła i Ewangelisty w Pątnowie
Parafia św. Jana Apostoła i Ewangelisty w Pątnowie – parafia rzymskokatolicka w Pątnowie należy do dekanatu Wieluń – św. Wojciecha archidiecezji częstochowskiej.

## Historia
Dokumenty potwierdzają istnienie parafii już w 1459 roku, ale jest jednak  zapewne starsza. W 1850 roku dołączono do Pątnowa jako filię parafię  Dzietrzniki. W latach 1895–1908 parafia pątnowska była filią  parafii w Dzietrznikach. W 1908 roku Pątnów stał się znów samodzielną parafią, w której było 1650 wiernych. Pierwotny z XV w. dotrwał do I wojny  światowej, a pod jej koniec z powodu zniszczenia został rozebrany.
Obecny kościół murowany został zbudowany w latach 1917–1927, staraniem ks.  Leopolda Berendta, a następnie ks. Antoniego Kosielskiego. 
Na  terenie parafii, w Bieńcu w latach 1989–1991 staraniem  ks. Mirosława Nestorowicza, zbudowano kościół filialny, który został poświęcony 2 lipca 1994 roku  przez abp Stanisława Nowaka.

## Proboszczowie
- do 1874 ks. Marcin Kaniewski,
- 1874–1883 ks. Rajmund Kamieński,
- 1883–1895 ks. Piotr Goździecki,
- 1909–1911 ks. Antoni Rudnicki,
- 1911–1912 ks. Apolinary Lutoborski,
- 1912–1923 ks. Leopold Berendt,
- 1923–1935 ks. Antoni Kosielski,
- 1935–1941 ks. Stefan Gałczyński,
- 1945–1948 ks. Kazimierz Bajorek,
- 1948–1956 ks. Adam Borek,
- 1956–1962 ks. Bogusław Burgiel,
- 1962–1986 ks. Roman Tomalka,
- 1986–1989 ks. Stanisław Kosielak,
- 1989–1999 ks. Mirosław Nestorowicz,
- 1999–2010 ks. Jerzy Tadeusz Ręczak,
- 2010–2016 ks. Leon Wojciech Kołek,
- od 2016 ks. Sławomir Kandziora.